# The Little Gray Lady
The Little Gray Lady er en amerikansk stumfilm fra 1914 af Francis Powers.

## Medvirkende
- Jane Grey som Anna Gray.
- James Cooley som Perry Carlyle.
- Jane Fearnley som Ruth Jordan.
- Hal Clarendon som Sam Meade.
- Julia Walcott som Mrs. Jordan.